# Montenegró az olimpiai játékokon
Montenegró a 2008-as olimpiai játékokon vett részt először független országként, ez előtt a montenegrói sportolók a Szerbia és Montenegró-i, valamint előtte a jugoszláv olimpiai csapatokban szerepeltek, az 1992. évi nyári olimpiai játékokon pedig független résztvevőkként voltak jelen.
A Montenegrói Olimpiai Bizottság 2006-ban alakult meg, a NOB 2007-ben vette fel tagjai közé, jelenlegi elnöke Dusan Simonović.
A montenegrói származású sportolók 22 érmet nyertek a játékokon a jugoszláv és a Szerbia és Montenegró-i olimpiai csapatok tagjaként. Montenegró első érmét önálló országként a 2012. évi nyári olimpiai játékokon szerezte, női kézilabdában.

## Éremtáblázatok

### Érmek a nyári olimpiai játékokon
| Olimpia              | Arany | Ezüst | Bronz | Összesen |
| 2008, Peking         | 0     | 0     | 0     | 0        |
| 2012, London         | 0     | 1     | 0     | 1        |
| 2016, Rio de Janeiro | 0     | 0     | 0     | 0        |
| 2020, Tokió          | 0     | 0     | 0     | 0        |
| Összesen             | 0     | 1     | 0     | 1        |

## Érmek sportáganként

### Érmek a nyári olimpiai játékokon sportáganként
| Montenegró érmei a nyári olimpiai játékokon sportáganként | Montenegró érmei a nyári olimpiai játékokon sportáganként | Montenegró érmei a nyári olimpiai játékokon sportáganként | Montenegró érmei a nyári olimpiai játékokon sportáganként | Az olimpiai zászlaja |

| Sportág   | Arany | Ezüst | Bronz | Összesen |
| --------- | ----- | ----- | ----- | -------- |
| Kézilabda | 0     | 1     | 0     | 1        |
| Összesen  | 0     | 1     | 0     | 1        |